# Aaptosamina
La aaptosamina es un alcaloide azabenzoazulénico aislado de la esponja Aaptos aaptos colectada en el sur del Caribe. 
Probablemente es un compuesto artificial resultante  del proceso de purificación (artefacto). Larghi establece la hipótesis de que este compuesta se forma por la transposición y condensación con acetona o un compuesto equivalente de la aaptamina. 
UV: [neutro]λmax240 (log ε4.01) ;336 (log ε3.93) ( MeOH)